# Estação Jardim Romano
A Estação Jardim Romano é uma estação ferroviária pertencente à Linha 12–Safira da CPTM, localizada no município de São Paulo.

## História
O primeiro projeto para uma estação no Jardim Romano surgiu em 1986, sendo elaborado pela CBTU. No entanto, por falta de recursos, não saiu do papel. Durante vinte anos, houve uma mobilização popular em prol da construção de uma estação na região, até que a construção foi realizada e a estação inaugurada em 16 de julho de 2008. A estação foi construída e é administrada pela CPTM e atende ao Jardim Romano, na divisa dos distritos do Itaim Paulista e Jardim Helena, na Zona Leste de São Paulo. A implantação da estação incentivou a construção de um shopping nos seus arredores, no lugar da desativada planta da Texima S/A Industria de Máquinas, cujas obras estão em andamento.

## Tabela
| Sigla | Estação       | Inauguração         | Integração               | Plataforma | Posição    | Notas                                              |
| ----- | ------------- | ------------------- | ------------------------ | ---------- | ---------- | -------------------------------------------------- |
| JRO   | Jardim Romano | 16 de julho de 2008 | Bilhete Único da SPTrans | Central    | Superfície | Estação construída no padrão "metrô de superfície" |